# La Nación (Chile)
La Nación é um jornal chileno criado em 1917 por Eliodoro Yáñez e presidido até 1927 por Carlos Dávila. Foi uma empresa privada até 1927, quando foi desapropriada pelo presidente Carlos Ibáñez del Campo, e desde então permanece como propriedade estatal. Hoje pertence à Empresa Periodística La Nación S.A., que por sua vez é detida em 69% pelo Estado do Chile.
É publicada pela Empresa Periodística La Nacion S.A. que também publica o Jornal Oficial da República do Chile. As receitas da empresa vêm principalmente das vendas do Jornal Oficial e da divisão de impressão da empresa, e atualmente a fatia de mercado do jornal (exceto La Nación Domingo, a edição dominical) é marginal, devido à sua baixa circulação.

## Fundação e desapropriação

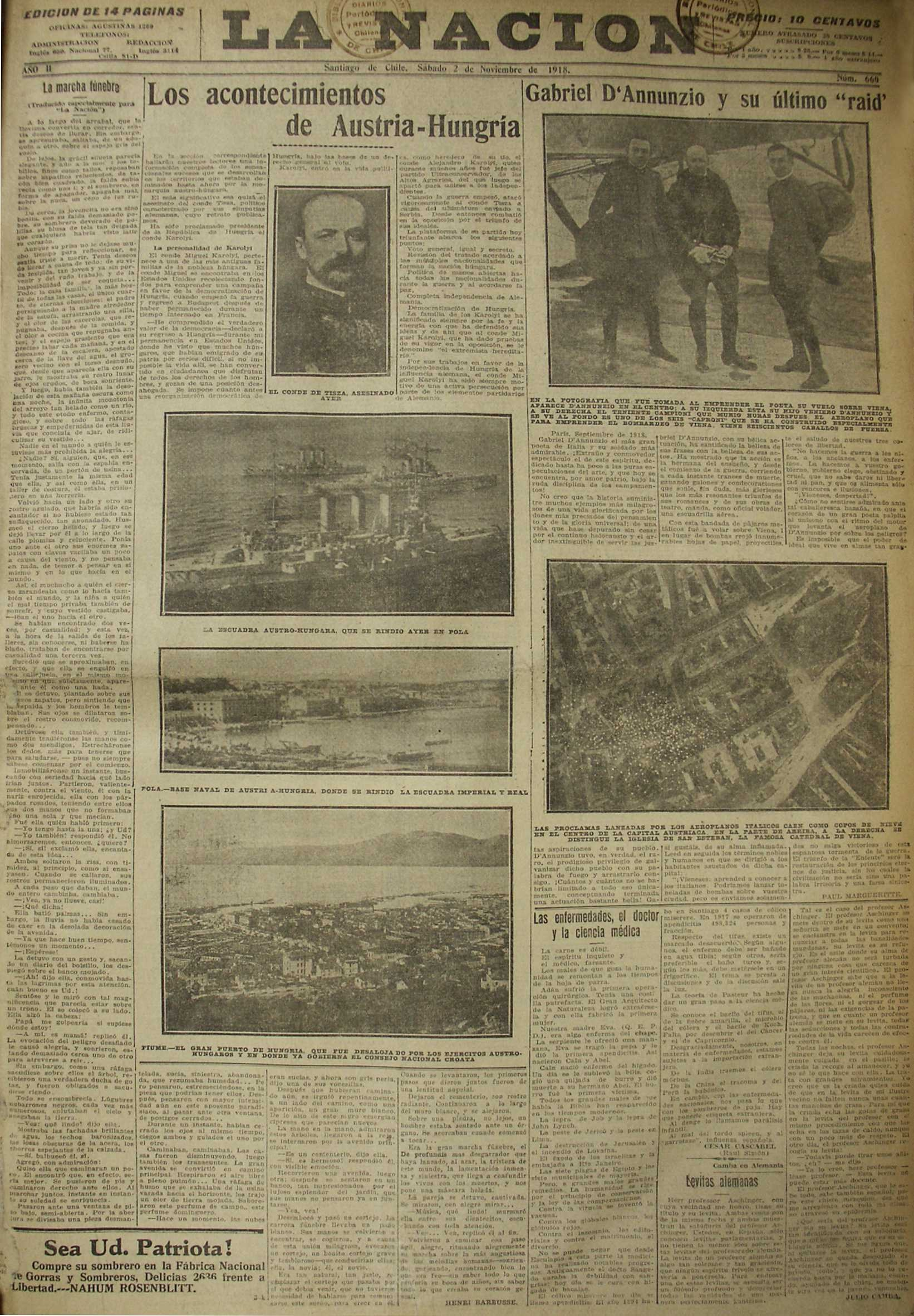
Emissão de La Nación, em 2 de novembro de 1918.

O jornal La Nación foi criado em 1917 como uma maneira de fornecer informações e de competir com outros jornais de Santiago, como El Mercurio, Las Últimas Noticias, El Diario Ilustrado, entre outros. Segundo seu fundador, Eliodoro Yáñez, deveria dar "atenção prioritária aos problemas sociais que afetam a população que representa a atividade trabalhista e o progresso econômico".
Em julho de 1927, durante seu regime ditatorial, o general Carlos Ibanez del Campo desapropriou o jornal, com o qual se tornou o médium e o porta-voz oficial do governo. Depois disso, seu legítimo proprietário, Eliodoro Yanez, deixou o Chile, permanecendo exilado até 1931. De volta ao seu país, seus esforços para recuperar o jornal La Nación foram em vão e morreu em 1933, sem receber indenização pela desapropriação do incidente. Até hoje o Estado chileno não assumiu dívida aos descendentes de Eliodoro Yáñez, no que se diz respeito ao diário La Nación.

## Mudanças no regime militar

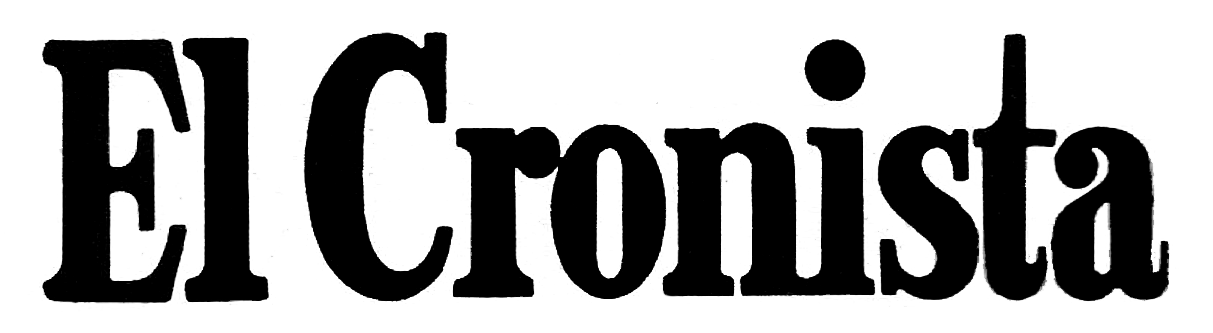
Logotipo de El Cronista.

Durante o governos da Unidade Popular o jornal foi dirigido pelo socialista Óscar Waiss. O jornal circulou de forma contínua até o dia 11 de setembro de 1973 e seis dias depois que o jornal foi exercido pelas Forças Armadas do Chile; logo passou a se chamar La Patria (A Pátria) e, mais tarde, em 1975, alterou-se o nome para El Cronista (O Cronista). Somente em 3 de junho de 1980, quase sete anos após sua última edição, novamente passa a se chamar La Nación de verdade, no entanto, seus números continuaram normais.
Durante a década de 1980, o La Nación se tornou o meio oficial do governo Augusto Pinochet, em várias ocasiões, incluindo vários relatórios governamentais e publicações propagandísticas. Além disso, e seguindo a exemplo do modelo imposto pela revista Ercilla, começou a entregar livros gratuitos de escritores consagrados.

## Jornal endossado pelo governo da Concertación
Numa forte defesa do governo militar, de um dia para o outro, em 12 de março de 1990, o jornal seguiu a linha centro-esquerda. Nos dias 5 e 6 de março de 1991, o La Nación publicou na íntegra o "relatório da Comissão de Verdade e Reconciliação", divulgado pelo presidente Patricio Aylwin em 4 de março daquele ano.
Durante os anos 90, o La Nación alcançou altas vendas em certas ocasiões, especialmente quando publicou os resultados do Teste de Aptidão Acadêmica (SAT), do SIMCE, ou do subsídios de moradia. Atualmente, os resultados do Prova de Seleção Universitária (PSU, que substituiu o PAA) são publicados por El Mercurio, os de SIMCE, por La Tercera, e os de subsídio de moradia, por La Cuarta.

## Governo Sebastián Piñera

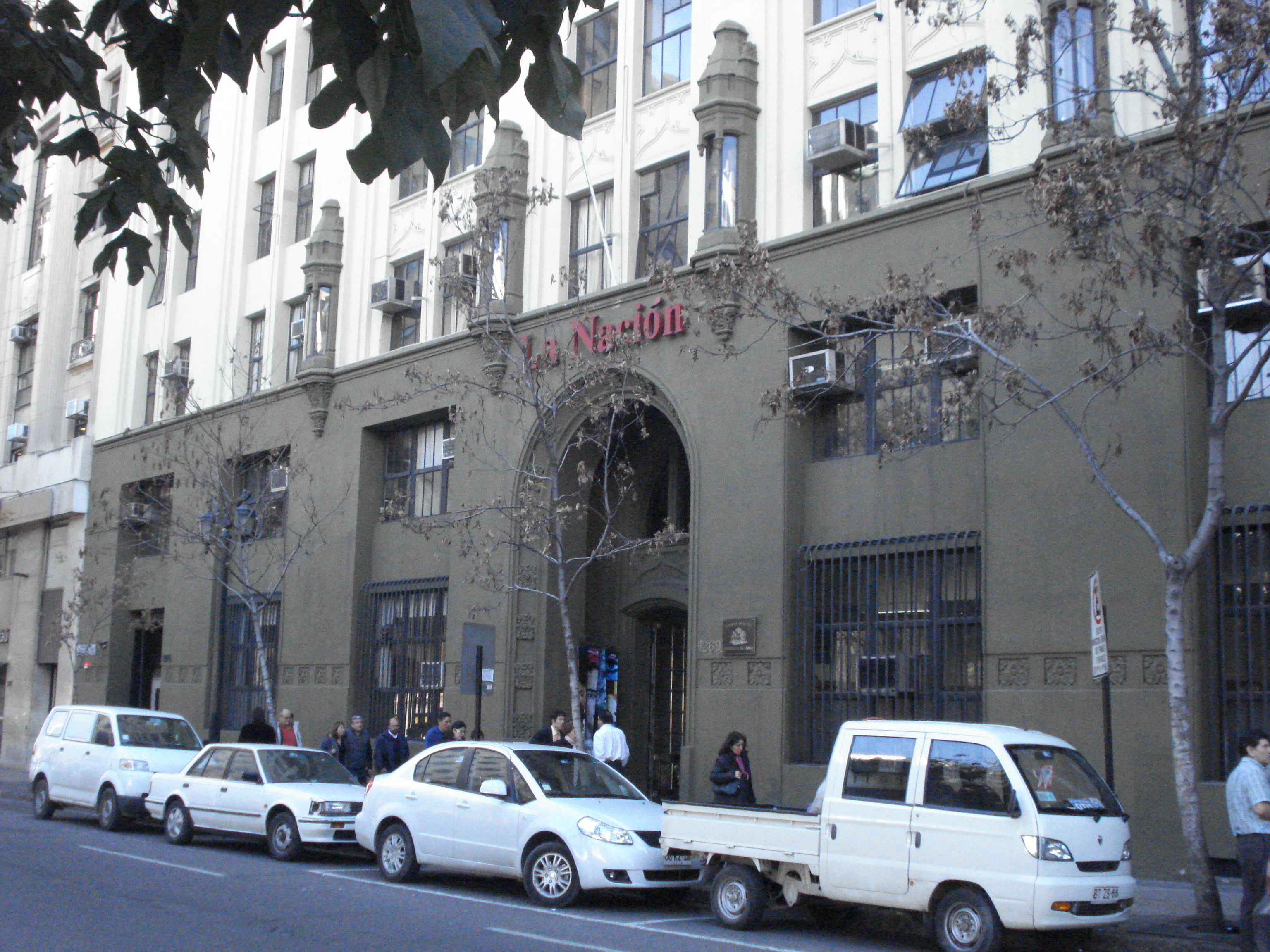
Dependências do jornal La Nación em 2010.

Em 2009, o então candidato à presidência Sebastián Piñera, da Coalizão para a Mudança, de centro-direita, mostrou a sua insatisfação com a cobertura que o La Nación  deu ao candidato da Concertación, Eduardo Frei Ruiz-Tagle, dizendo até mesmo que tinha "à firme convicção de que o melhor para o Chile é fechar o jornal La Nación", além de impedir a entrada de jornalistas do jornal em um grande evento de campanha realizado na Arena Santiago. No entanto, depois disso, Piñera se retratou, afirmando que "o La Nación será um jornal pluralista e respeitoso, e terá um estatuto semelhante ao da TVN", que foi confirmado após sua eleição por sua porta-voz, Ena von Baer.
No dia em que Piñera assumiu a presidência, em 11 de março de 2010, novos diretores foram nomeados na Empresa Periodística La Nación S.A., todos próximos à Coalizão para a Mudança: Daniel Platovsky (RN), que se tornou presidente do Conselho, Cristina Bitar (UDI), Hernán Larraín Matte (filho do vice-ministro Hernán Larraín e de Magdalena Matte) e Gonzalo Müller (UDI).

## Proprietários
Atualmente o jornal é propriedade de Empresa Periodística La Nación, uma empresa formada por ações classes A e B. Ações classe B (69%) estão nas mãos do estado. Já os restantes 31% para as ações classe A são maioritariamente pertencentes à empresa Colliguay S.A., composta por três pessoas.